# Asznak
Asznak – wieś w Armenii, w prowincji Aragacotn. W 2011 roku liczyła 1031 mieszkańców.